# Limeira (tiểu vùng)
Limeira là một tiểu vùng thuộc bang São Paulo, Brasil. Tiều vùng này có diện tích 2312 km², dân số năm 2007 là 508644 người.